# Rathaus Oelsnitz

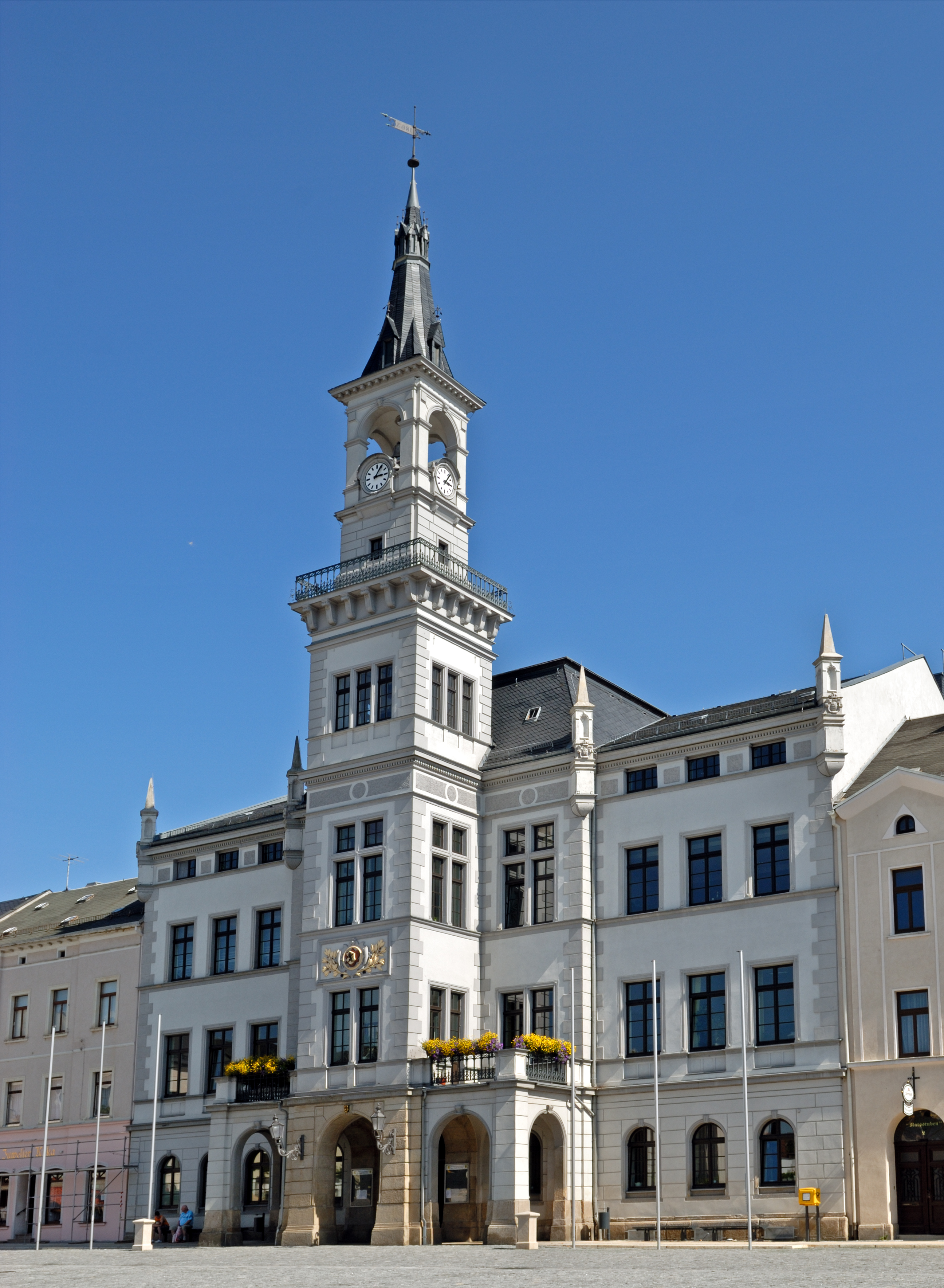
Rathaus von Oelsnitz/Vogtl. 2009

Das Oelsnitzer Rathaus ist ein denkmalgeschütztes Verwaltungsgebäude am Markt von Oelsnitz/Vogtl.

## Geschichte
Das heutige Rathaus Oelsnitz an der Südseite des Marktplatzes wurde zwischen 1861 und 1864 nach einem Entwurf des Dresdner Architekten Albert Stock errichtet und ersetzte an gleicher Stelle den beim Stadtbrand 1859 vernichteten Vorgängerbau, der noch mitten auf dem Marktplatz stand. Zum Gebäude gehört ein 43 Meter hoher Rathausturm.
Nach der Wende begann man bereits 1990 mit der Sanierung und Restaurierung des Rathauses. In mehreren Teilen wurden bis 2009, während der Amtsbetrieb weiterlief, auch Treppenhäuser, Flure sowie der Ratssaal renoviert. 2006 wurden in den Bereichen des Oberbürgermeisteramtes und des Hauptamtes im ersten Obergeschoss Stuckdecken aus dem Gebäude Feldstraße 6 eingebaut, nachdem dieses abgerissen werden musste.

## Uhrwerk und Geläut
Im Rathausturm wurde bereits während des Baus 1863 ein Uhrwerk der Firma Johann Manhardt aus München eingebaut. 55 Jahre übernahm die Betätigung und Wartung der Oelsnitzer Uhrmachermeister Karl-Heinz Tietz. 1917 wurde ein Geläut aus Stahlglocken installiert, welches zum Abschluss der Sanierung 2009 ersetzt wurde. Zudem wurde das Uhrwerk auf eine elektronische Bauart umgestellt. Das alte mechanische Uhrwerk ist aber noch erhalten.